# Internazionali di Tennis di Baviera 2025 - Qualificazioni singolare
Le qualificazioni del singolare degli Internazionali di Tennis di Baviera 2025 sono state un torneo di tennis preliminare per accedere alla fase finale. I vincitori dell'ultimo turno sono entrati di diritto nel tabellone principale. In caso di ritiro di uno o più giocatori aventi diritto a questi sono subentrati gli alternate, coloro che vengono ammessi al tabellone principale a causa dell'assenza di un lucky loser che possa sostituire il giocatore ritirato.

## Teste di serie
1. Bu Yunchaokete (ritirato)
2. Learner Tien (qualificato)
3. Alexander Bublik (qualificato)
4. Christopher O'Connell (primo turno)

1. Aleksandar Vukic (primo turno)
2. Rinky Hijikata (primo turno)
3. Botic van de Zandschulp (ultimo turno, lucky loser)
4. Mackenzie McDonald (primo turno)

## Qualificati
1. Borna Gojo
2. Learner Tien

1. Alexander Bublik
2. Tseng Chun-hsin

### Lucky losers
1. Aleksandr Ševčenko
2. Botic van de Zandschulp

1. Billy Harris

## Tabellone

### Legenda
| - Q = Qualificato - WC = Wild card - LL = Lucky loser | - ALT = Alternate - SE = Special Exempt - PR = Protected Ranking | - w/o = Walkover - r = Ritirato - d = Squalificato |

### Sezione 1
|  | Primo turno | Primo turno        | Primo turno  | Primo turno | Primo turno |  |  | Ultimo turno | Ultimo turno       | Ultimo turno       | Ultimo turno | Ultimo turno |  |
|  |             |                    |              |             |             |  |  |              |                    |                    |              |              |  |
|  | Alt         | Daniel Masur       | Daniel Masur | 3           | 6           |  |  |              |                    |                    |              |              |  |
|  | PR          | Borna Gojo         | Borna Gojo   | 6           | 7           |  |  | PR           | Borna Gojo         | Borna Gojo         | 6            | 6            |  |
|  |             | Aleksandr Ševčenko | 6            | 1           | 6           |  |  |              | Aleksandr Ševčenko | Aleksandr Ševčenko | 4            | 4            |  |
|  | 6           | Rinky Hijikata     | 4            | 6           | 3           |  |  |              |                    |                    |              |              |  |

### Sezione 2
|  | Primo turno | Primo turno             | Primo turno             | Primo turno | Primo turno |  |  | Ultimo turno | Ultimo turno            | Ultimo turno            | Ultimo turno | Ultimo turno |  |
|  |             |                         |                         |             |             |  |  |              |                         |                         |              |              |  |
|  | 2           | Learner Tien            | 7                       | 2           | 6           |  |  |              |                         |                         |              |              |  |
|  | WC          | Henri Squire            | 5                       | 6           | 0           |  |  | 2            | Learner Tien            | Learner Tien            | 6            | 6            |  |
|  | WC          | Max Hans Rehberg        | Max Hans Rehberg        | 3           | 1           |  |  | 7            | Botic van de Zandschulp | Botic van de Zandschulp | 2            | 2            |  |
|  | 7           | Botic van de Zandschulp | Botic van de Zandschulp | 6           | 6           |  |  |              |                         |                         |              |              |  |

### Sezione 3
|  | Primo turno | Primo turno           | Primo turno           | Primo turno | Primo turno |  |  | Ultimo turno | Ultimo turno          | Ultimo turno          | Ultimo turno | Ultimo turno |  |
|  |             |                       |                       |             |             |  |  |              |                       |                       |              |              |  |
|  | 3           | Aleksandr Bublik      | Aleksandr Bublik      | 6           | 6           |  |  |              |                       |                       |              |              |  |
|  |             | Alexander Ritschard   | Alexander Ritschard   | 2           | 3           |  |  | 3            | Aleksandr Bublik      | Aleksandr Bublik      | 6            | 6            |  |
|  | WC          | Diego Dedura-Palomero | Diego Dedura-Palomero | 6           | 6           |  |  | WC           | Diego Dedura-Palomero | Diego Dedura-Palomero | 3            | 3            |  |
|  | 8           | Mackenzie McDonald    | Mackenzie McDonald    | 3           | 1           |  |  |              |                       |                       |              |              |  |

### Sezione 4
|  | Primo turno | Primo turno           | Primo turno           | Primo turno | Primo turno |  |  | Ultimo turno | Ultimo turno    | Ultimo turno | Ultimo turno | Ultimo turno |  |
|  |             |                       |                       |             |             |  |  |              |                 |              |              |              |  |
|  | 4           | Christopher O'Connell | Christopher O'Connell | 3           | 2           |  |  |              |                 |              |              |              |  |
|  |             | Tseng Chun-hsin       | Tseng Chun-hsin       | 6           | 6           |  |  |              | Tseng Chun-hsin | 4            | 7            | 6            |  |
|  |             | Billy Harris          | 3                     | 6           | 6           |  |  |              | Billy Harris    | 6            | 65           | 2            |  |
|  | 5           | Aleksandar Vukic      | 6                     | 3           | 4           |  |  |              |                 |              |              |              |  |